# Q (James Bond)
Major Boothroyd, alias Q, is een James Bondpersonage. Q wordt in slechts drie films (waaronder Dr. No) bij zijn echte naam, Major Boothroyd, genoemd. Deze naam is gebaseerd op iemand die werkelijk heeft bestaan, majoor Geoffrey Boothroyd, die Ian Fleming adviseerde over de wapens die James Bond bij zich droeg.
Evenals bij M staat de letter voor zijn functie (quartermaster, kwartiermeester) en is het niet zozeer een naam. Zo wordt de titel Q in de film Die Another Day door een assistent van de vorige Q overgenomen. Hoewel het personage ook in de boeken van Ian Fleming vermeld wordt, komt hij vooral in de films naar voren; alleen in de films Live and Let Die, Casino Royale en Quantum of Solace komt Q niet voor. Bijna het enige wat het personage in de film doet, is Bond van allerhande levensreddende technische snufjes voorzien.
Mogelijk werd Ian Fleming geïnspireerd door het geheime lab MD1, beter bekend als Churchill's toyshop, waar tijdens de Tweede Wereldoorlog met simpele middelen nieuwe wapens werden ontwikkeld.

## Personages

### Peter Burton en Desmond Llewelyn
In de eerste Bondfilm, Dr. No verschijnt een karakter genaamd Major Boothroyd, gespeeld door Peter Burton, die Bond van een ander wapen voorziet. In de tweede film, From Russia with Love wordt deze rol gespeeld door Desmond Llewelyn die dan nog steeds Boothroyd wordt genoemd. Hij geeft Bond dan een geweer en een aktetas met verborgen gadgets. Pas in de derde film Goldfinger wordt dit personage Q genoemd en blijkt hij over een complete werkplaats te beschikken. Llewelyn bleef de rol spelen tot zijn overlijden in 1999.
De oude Q heeft het niet zo op Bond, omdat die er in de loop van de films altijd in slaagt de hightechapparatuur te vernielen. Q spoort Bond dan ook aan om beter voor zijn spullen te zorgen en de handleiding te lezen. Wanneer Bond in Licence to kill zijn bevoegdheid tot doden wordt afgenomen, helpt Q hem alsnog bij zijn zoektocht naar Sanchez, waaruit blijkt dat Q diep in zijn hart toch een echte vriend van Bond is. Dit is ook Q's actiefste rol. Wel verschijnt hij in meerdere films buiten het hoofdkwartier om Bond van apparatuur te voorzien, vaak omdat er haast geboden is. In Octopussy staat hij Bond zelfs actief bij in zijn aanval op het paleis van Kamal Khan. Wanneer blijkt dat Boothroyd in The World Is Not Enough naar zijn pensioen uitziet, lijkt Bond het hier een beetje moeilijk mee te hebben. Uiteindelijk verdwijnt hij door een luik in de vloer, waarna hij in de rest van de film niet meer gezien wordt.
Oorspronkelijk was het de bedoeling dat Q ook in de films na The World Is Not Enough nog zou voorkomen, zij het in wat mindere mate, met zijn hulpje R als komische noot. Het kwam er echter niet van, doordat Desmond Llewelyn kort na de première van de film overleed door een auto-ongeluk. Dat Llewelyn in zijn laatste film als Q had aangegeven met pensioen te gaan, is achteraf gezien een wrange samenloop van omstandigheden.

### John Cleese
In The World Is Not Enough (1999) speelt John Cleese een assistent van Q die voor de grap R wordt genoemd door James Bond. In verband met het overlijden van de acteur Desmond Llewelyn ging Llewelyns personage met pensioen en werd Cleese' personage het nieuwe hoofd van Q Branch. Hij heeft deze functie enkel in de film Die Another Day gehad en is daarna niet meer in de filmserie teruggekomen. In de film blijkt hij niet te werken in het hoofdkwartier van MI6, maar in een ruimte die is ingericht in een verlaten metrostation.
Cleese' Q heeft het nog veel minder op Bond dan zijn voorganger. Hij maakt nooit grappen over zijn werk en hij moppert meer op Bond. Wel is hij er beter toe in staat ad rem te reageren wanneer Bond hem ironisch bespot. (Bond: "You're cleverer than you look!" Q: "Still, better than looking cleverer than you are!") Cleese' personage kwam in 2001 voor in een Heineken-reclamespotje, waarin hij via een flesje Heineken met 007 belde, en via zijn schoen met M. Ook vertolkte Cleese de rol van Q in een paar videogames.

### Ben Whishaw
In de film Skyfall uit 2012 vertolkt Ben Whishaw de rol van Q. Hij is de eerste acteur die Q speelt sinds de reboot die in Casino Royale (2006) plaatsvond. Deze acteur is vele jaren jonger dan zijn voorgangers Desmond Llewelyn en John Cleese. De nieuwe Q blijkt een computerdeskundige en maakt zich vooral op die manier nuttig, hoewel hij nog steeds de leiding heeft over Bonds uitrusting. Bond is in eerste instantie geïrriteerd door Q's jonge leeftijd en zijn grote vertrouwen in computerwerk in plaats van veldwerk. De jonge Q heeft last van vliegangst en is derhalve niet vaak in het open veld actief. In de film Spectre heeft Q zich teruggetrokken in een werkruimte aan de oevers van de Thames, maar komt Bond alsnog te hulp in Oostenrijk. In de film No Time to Die helpt Q, James Bond vanuit een vliegtuig boven het eiland waar Bond zijn missie uitvoert. In deze film wordt bevestigd dat Q een homoseksueel personage is.

## Technische slimmigheden
Een greep uit de voor Bond bestemde technische snufjes:
- Dr. No tot en met Tomorrow Never Dies: de Walther PPK
- From Russia with Love: de aktetas
- Goldfinger: de Aston Martin DB5 met talloze handige voorzieningen, zoals een schietstoel om een lastige passagier te verwijderen
- Thunderball: een horloge met geigerteller, een zuurstofapparaatje
- You Only Live Twice: een kleine autogiro, genaamd Little Nellie
- Diamonds Are Forever: een stemvervormer
- The Spy Who Loved Me: de duikboot-Lotus-auto
- Moonraker: het polspistool
- Octopussy: de Walther P5
- The Living Daylights: de Aston Martin V8 Vantage
- GoldenEye: de balpengranaat, de BMW Z3
- Tomorrow Never Dies: de op afstand bestuurbare BMW 750 IL
- Tomorrow Never Dies tot en met Casino Royale: de Walther P99
- The World Is Not Enough: de BMW Z8, het Q-bootje dat nog niet af is
- Die Another Day: de gecamoufleerde Aston Martin Vanquish, ook wel Aston Martin Vanish genoemd
- Casino Royale: de Aston Martin DBS V12
- Skyfall: een Walther PPK met palm print herkenning en een zendertje
- Spectre: een horloge met een bom, een Aston Martin DB10 met verschillende (al dan niet afgewerkte) snufjes.
- No Time to Die: een horloge met een technische virus waarmee systemen kunnen worden uitgeschakeld